# Nationaal Synarchistische Unie

Vlag van de UNS

De Nationaal Synarchistische Unie (Spaans: Unión Nacional Sinarquista, UNS) is een  ultra-katholieke politieke organisatie Mexico. De beweging was op haar hoogtepunt rond de jaren 40 met een ideologie die sterk deed denken aan het falangisme en klerikaal fascisme en leidt de laatste jaren een zieltogend bestaan.
De partij werd opgericht in 1937 door José Antonio Urquiza uit onvrede met het antiklerikale karakter van de Partij van de Mexicaanse Revolutie (PMR). De UNS schreef haar ideologie in het Synarchistisch Manifest. Veel leden van de partij waren voormalige Cristeros. De UNS baseerde zich grotendeels op de encycliek Rerum Novarum. Ze vertoonde gelijkenissen met de klerikaal fascistische bewegingen van Engelbert Dollfuss in Oostenrijk en Antonio Salazar in Portugal. De UNS stelde hiërarchie en autoritarisme tegenover de klassenstrijd van het socialisme en het individualisme van het liberalisme. De naam was opzettelijk gekozen om te contrastreren met anarchisme, waar de UNS het liberalisme en het socialisme ook onder rekende. De partij verzette zich tegen de scheiding tussen kerk en staat, het socialistische onderwijs en de landhervormingen van president Lázaro Cárdenas. De synarchisten noemden Cárdenas een communist, en beweerde dat hij onder controle stond van de 'internationale vrijmetselarij', aangestuurd uit de Verenigde Staten. Ook waren veel leiders van de beweging uitgesproken antisemitisch. Urquiza werd een jaar na de oprichting van de UNS vermoord.
Onder partijleider Salvador Abascal groeide de UNS uit tot een partij met 500.000 leden. Tijdens de Tweede Wereldoorlog werd de partij in de gaten gehouden door de Amerikaanse en Mexicaanse geheime diensten, omdat men de UNS verdacht van sympathie voor de asmogendheden. Confrontaties met de Mexicaanse overheid waren vaak gewelddadig, in 1946 kwamen tientallen synarchisten om het leven toen ordetroepen in de stad León openden op een demonstrerende menigte. Synarchistische kolonies in Neder-Californië werden door de Mexicaanse regering ontbonden, uit angst dat de synarchisten aldaar steun zouden verlenen aan een eventuele Japanse aanval. De UNS werd financieel en logistiek gesteund door de Spaanse dictator Francisco Franco.
In de jaren 40 ontstond een scheuring tussen gematigden en radicalen, die onder andere leidden tot het afzetten van Abascal als voorzitter. Abascal werd vervangen door Manuel Torres Bueno. De synarchisten poogden vervolgens meer aansluiting te zoeken met de reguliere Mexicaanse politiek, waartoe zij in 1945 de Volkskrachtpartij (PFP) oprichtten, een tak van de UNS die deel zou nemen aan verkiezingen. Drie jaar later werd deze partij verboden nadat aanhangers een standbeeld van Benito Juárez hadden vernield. De UNS bleef nog een tijdlang politiek actief, maar verdween geleidelijk, mede omdat veel katholieken de gematigd conservatieve Nationale Actiepartij (PAN) als veel beter alternatief zagen voor de Revolutionaire Partij. In 1957 verbonden de zich met de neofascistische Mexicaanse Nationalistische Partij (PNM), die op dat moment twee zetels in het congres had. Een jaar later verloor het een zetel en in 1961 raakte de partij haar laatste zetel kwijt.
In de jaren 80 maakte het synarchisme een lichte opleving door toen de neo-synarchistische Mexicaanse Democratische Partij tegen de 2% van de stemmen behaalde bij presidentsverkiezingen. De UNS is in de jaren 90 uiteengevallen. Beide organisaties beschouwen zichzelf als de echte voortzetting van de UNS en de ander als verrader. Een van hen is erkend als Nationale politieke groepering.

## Bekende synarchisten
- Salvador Abascal
- Juan Aguilera Azpeitia
- José Antonio Calderón Cardoso
- Mariano Gaxiola
- Ignacio González Gollaz
- Gumersindo Magaña
- Emilio González Márquez
- Salvador Nava
- Juan Ignacio Padilla
- Roberto Picón Robledo
- Manuel Torres Bueno
- José Antonio Urquiza
- Rafael Villagómez